# Balschwiller

Balschwiller este o comună în departamentul Haut-Rhin din estul Franței. În 2009 avea o populație de 823 de locuitori.

## Evoluția populației
| An        | 1975 | 1982 | 1990 | 1999 | 2006 | 2009 |
| --------- | ---- | ---- | ---- | ---- | ---- | ---- |
| Populație | 542  | 600  | 669  | 762  | 816  | 823  |